# Pýthio (Lárissa)
Pýthio, en grec moderne : Πύθιο, est un village du dème d'Elassóna, district régional de Lárissa, en Thessalie, Grèce.
Selon le recensement de 2011, la population du village s'élève à 433 habitants.